# 帕扎爾吉克角
62°50′07″S 61°23′24″W / 62.83528°S 61.39000°W

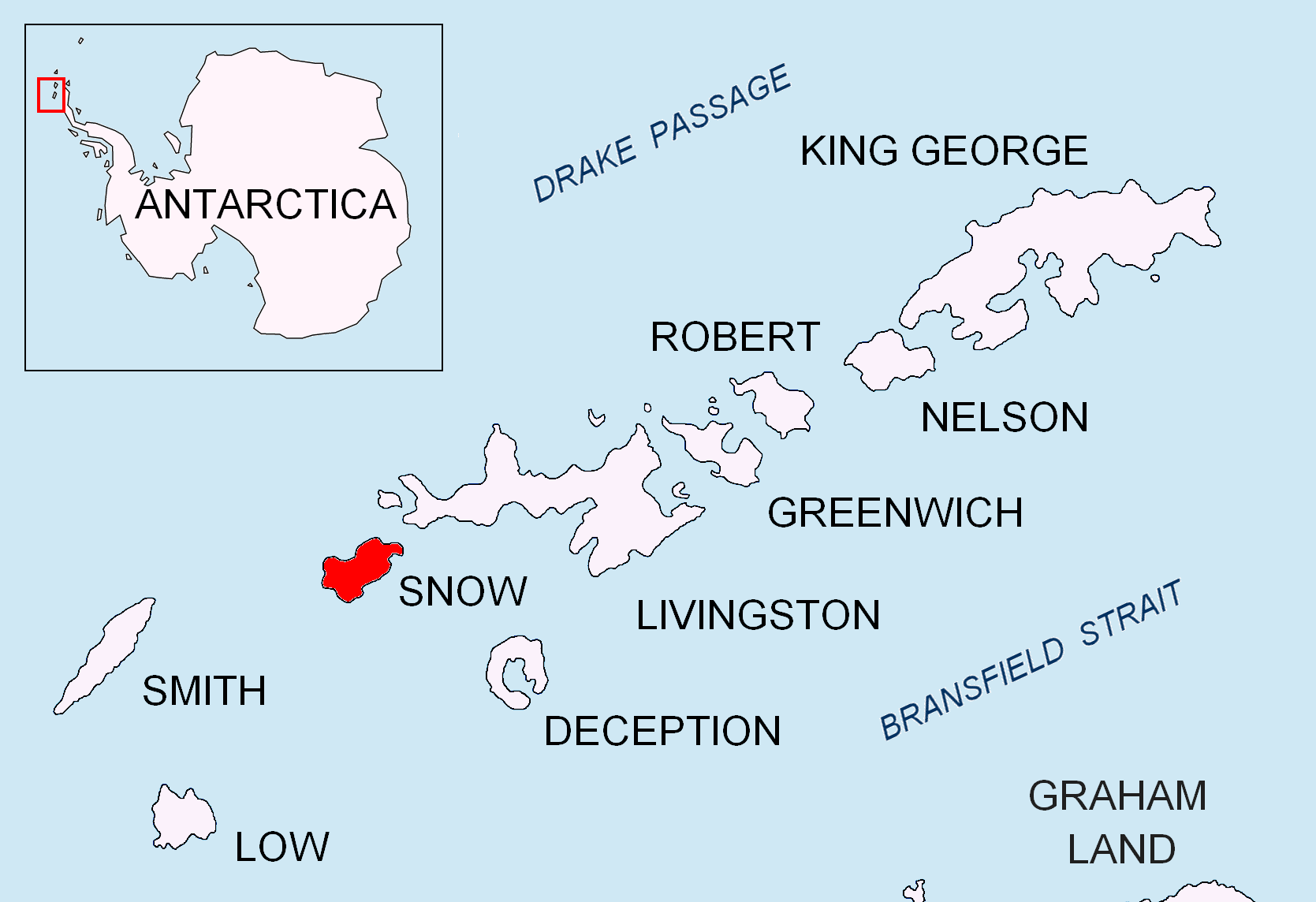

帕扎爾吉克角，是南極洲的海岬，位於南設得蘭群島的雪島東南岸，處於康韋角東北面2.1公里和霍爾半島西南面9.9公里，以保加利亞南部城市命名，現時由南極條約體系管理。